# 内蒙古博物院

内蒙古博物院（英語：Inner Mongolia Museum），旧名内蒙古博物馆，位于内蒙古自治区首府呼和浩特市，与内蒙古乌兰恰特大剧院毗邻。馆舍主体建筑面积5万余平方米，由陈列展厅区、文物库房区、观众服务区、业务科研区及多功能厅等各部分组成。
博物院是内蒙古最大以及最重要的博物馆机构，兼具历史和自然博物馆的职能。院内收藏有古生物化石、历史文物、民族民俗文物15万余件组，其中珍贵文物5600余件套，国家一级文物650件套。展览按照草原主线而安排，突出地域与民族特色。展品涵盖了从化石到现存生物，从各个民族的起源到发展壮大的代表文物，揭示了中国北方生态变迁史与草原文明发展史的扼要进程。

## 历史沿革
- 1957年的内蒙古博物馆
- 1950年代末的内蒙古博物馆，楼顶的骏马标志已经更换
- 1950年代淌马河畔内蒙古博物馆夜景
- 2023年的內蒙古博物院（左）與內蒙古烏蘭恰特大劇院（右），廣場上立有「民族團結寶鼎」

内蒙古博物院原名内蒙古博物馆，成立于1957年5月1日（内蒙古自治区成立十周年之际），馆址位于呼和浩特市中心呼伦贝尔路西侧，建筑面积15,000余平方米，建筑充满蒙古族特色，博物馆上的奔马塑像曾经多年是内蒙古电视台的开播图像。博物馆是新呼和浩特八景之一（“骏马腾飞”）。
内蒙古自治区成立60周年之际，内蒙古自治区政府决定内蒙古博物馆兴建新馆，作为自治区成立六十周年的献礼工程。新馆选址东二环路与新华东街交汇处，紧临内蒙古乌兰恰特大剧院。博物馆前的广场上安放着2007年中华人民共和国中央人民政府向自治区赠送的“民族团结大鼎”。新馆为六层建筑，长287米，宽120米，高49.5米，建筑面积51,350平方米。新馆的展厅面积大约是旧馆的十倍。2007年7月初，内蒙古自治区人民政府决定将内蒙古博物馆改名为内蒙古博物院。同年7月31日，博物院举行落成典礼，8月8日正式开馆。
2025年4月30日，内蒙古博物院旧馆关闭。6月20日，新馆开放试运行。

## 基本陈列
- 鹰顶金冠饰，1972年出土于杭锦旗阿鲁柴登匈奴墓，被认为是匈奴王的金冠。现藏內蒙古博物院[5]
- 内蒙古博物院展出的鹦鹉嘴龙化石
- 内蒙古博物院展出的中国翼龙化石

### 引用
1. ↑  . 内蒙古文化信息网. 内蒙古图书馆.   [2013-12-25]. （原始内容存档于2019-09-07）.
2. ↑  . 新华社. 2007-08-01  [2013-12-25]. （原始内容存档于2018-10-15）.
3. ↑  . 正北方网. 2025-04-24  [2025-07-20].
4. ↑  . 内蒙古自治区文化和旅游厅. 2025-06-20  [2025-07-20].
5. ↑  . 人民网-文史频道. 2012-12-25  [2018-10-21]. （原始内容存档于2017-11-30）.

### 网页
- 内蒙古博物院简介，内蒙古博物院，于2013-09-26查阅